# Victorian Big Battery
La Victorian Big Battery est unité de stockage d'électricité par batteries connectée au réseau, d'une capacité de 300 MW / 450 MWh. Elle est située à proximité du poste électrique de Moorabool à Geelong, dans l'État de Victoria, en Australie.
La Victorian Big Battery est détenue et exploitée par le producteur français d’énergie renouvelable Neoen. Le financement de 160 millions de dollars a été assuré par la banque verte du gouvernement australien. Sa construction a commencé en janvier 2021 pour une mise en service prévue à l’été austral 2021-2022. Elle utilise des unités de stockage Tesla Megapack, un accumulateur électrique conçu spécifiquement pour les projets à grande échelle. À sa mise en service, il s'agit de la plus grande batterie lithium-ion de l'hémisphère sud et de l'une des plus grandes au monde. Elle détrône en effet le Gateway Energy Storage en Californie, aux États-Unis, d'une capacité de 250 MW. 
La batterie a pour objectif d'assurer des services de soutien au réseau, de capter et de stocker l'excédent d'énergie provenant de sources comme les parcs éoliens, et de l'injecter dans le réseau pendant les périodes de pointe ou les coupures, afin de soutenir l'approvisionnement en électricité de l’État de Victoria. La batterie stockera suffisamment d'énergie pour alimenter plus d'un million de foyers de l'État de Victoria pendant une demi-heure.

## Construction
La construction a commencé en janvier 2021 et la mise en service de la batterie, prévue pour la période estivale australienne 2021-2022, est effective depuis le 8 décembre 2021. Pour la batterie de Neoen, le contractant EPC (Engineering, Procurement and Construction - Ingénierie, fourniture des équipements et construction) est Tesla, qui fait appel à la société UGL comme maître d'œuvre. Les actifs de raccordement sont confiés à AusNet Services, qui fait appel à la société Downer comme maître d'œuvre.
L'unité de stockage utilise 212 Tesla Megapacks, chacun d'une capacité de 3 MWh. Ce sera la première fois que des Megapacks sont employés dans une installation de cette envergure en Australie.
La batterie est construite au sein du terminal électrique de Moorabool d'AusNet à proximité immédiate de la ligne haute tension de 500 KV afin que l'électricité puisse être envoyée rapidement là où elle est nécessaire. 
La construction de la batterie a bénéficié d’un prêt à hauteur de 160 millions de dollars accordé par la Clean Energy Finance Corporation, un organisme détenu par le gouvernement fédéral australien,.

## Services
À l'issue d'un appel d’offres lancé par le gouvernement de l'État de Victoria en 2020, Neoen a remporté un contrat auprès de l'Australian Energy Market Operator portant sur la mise en réserve d’environ 80% de sa capacité pendant les mois d'été pour fournir 250 MW en services SIPS (System Integrity Protection Scheme) . Cela permettra d'augmenter la capacité de transfert sur l’interconnecteur entre les États de Victoria et de Nouvelle-Galles du Sud pendant les périodes de consommation de pointe. Cela réduira ainsi les risques de coupures de courant imprévues.
Les 50 MW restants de la batterie peuvent être déployés commercialement sur le marché par l'opérateur. En dehors de la période estivale, la batterie, d'une capacité totale de 300 MW, sera exploitée commercialement.
Grâce aux services assurés par la batterie, les consommateurs moyens d'électricité du secteur industriel pourraient économiser pas moins de 280 000 dollars par an sur leurs factures. La fonderie d'aluminium de Portland, quant à elle, pourrait voir ses factures baisser de 1 million de dollars par an.

## Incendie
Pendant le test initial du vendredi 30 juillet, un incendie s'est déclaré dans l'un des Tesla Megapacks de la Victorian Big Battery et a détruit deux unités de batterie. L'incident a très probablement été causé par une fuite de liquide de refroidissement. Aucun blessé n'est à déplorer. Le chantier a été déconnecté du réseau, sans impact sur l'approvisionnement en électricité. 
À compter du mercredi 4 août, les activités de construction civile et mécanique sur le chantier ont repris et ont été gérées en coordination avec les autorités compétentes. Le 29 septembre 2021, la Victorian Big Battery a finalement reçu le feu vert pour reprendre son processus de mise en exploitation à l'issue de l'enquête des autorités de réglementation.